# Élection présidentielle cap-verdienne de 1986
L’élection présidentielle cap-verdienne de 1986 (en portugais : Eleição presidencial em Cabo Verde em 1986) se tient le 13 janvier 1986 afin d'élire au suffrage indirect le président de la République du Cap-Vert.
Le président sortant Aristides Pereira est réélu par l'assemblée nationale.